# Giải vô địch bóng đá nữ U-20 Bắc, Trung Mỹ và Caribe 2012
Giải vô địch bóng đá nữ U-20 Bắc, Trung Mỹ và Caribe 2012 diễn ra tại Panama từ 1 tháng 3 tới 11 tháng 3 năm 2012. Ba đội tuyển đứng đầu đại diện cho khu vực Bắc, Trung Mỹ và Caribe tham dự Giải vô địch bóng đá nữ U-20 thế giới 2012.

## Vòng loại
Các đội vượt qua vòng loại:
Bắc Mỹ
- Canada (đặc cách)
- México (đặc cách)
- Hoa Kỳ (đặc cách)

Trung Mỹ (thông qua Vòng loại khu vực)
- Guatemala
- Panama

Caribe (thông qua Vòng loại khu vực)
- Haiti
- Cuba
- Jamaica

## Vòng một
Hai đội đầu mỗi bảng lọt vào vòng đấu loại trực tiếp. Các trận từ ngày 9 tháng 3 năm 2012 về trước (vòng bảng và bán kết) tính theo giờ EST (UTC−05:00). Hai trận cuối tính theo giờ EDT (UTC−04:00).

### Bảng A
| Đội     | Tr | T | H | B | BT | BB | HS  | Đ |
| ------- | -- | - | - | - | -- | -- | --- | - |
| Canada  | 3  | 3 | 0 | 0 | 8  | 0  | +8  | 9 |
| México  | 3  | 2 | 0 | 1 | 13 | 2  | +11 | 6 |
| Jamaica | 3  | 0 | 1 | 2 | 1  | 5  | −4  | 1 |
| Haiti   | 3  | 0 | 1 | 2 | 0  | 15 | −15 | 1 |

| Canada                                                      | 5–0      | Haiti |
| ----------------------------------------------------------- | -------- | ----- |
| Ezurike 47', 53' · Charron-Delage 51', 62' · Richardson 59' | Chi tiết |       |

| México                                          | 3–1      | Jamaica    |
| ----------------------------------------------- | -------- | ---------- |
| Samarzich 6' · Gómez-Junco 39' · C.Martinez 44' | Chi tiết | Spence 15' |

| México | 10–0     | Haiti |
| --- | -------- | ----- |
| Samarzich 19' · A.Martinez 29', 48' · Jimenez 32' · Gómez-Junco 59', 60', 77' · Franco 64' · Solis 76', 77' | Chi tiết |       |

| Jamaica | 0–2      | Canada                              |
| ------- | -------- | ----------------------------------- |
|         | Chi tiết | Richardson 75' · Charron-Delage 82' |

| Haiti | 0–0      | Jamaica |
| ----- | -------- | ------- |
|       | Chi tiết |         |

| Canada               | 1–0      | México |
| -------------------- | -------- | ------ |
| Legault-Cordisco 25' | Chi tiết |        |

### Bảng B
| Đội       | Tr | T | H | B | BT | BB | HS  | Đ |
| --------- | -- | - | - | - | -- | -- | --- | - |
| Hoa Kỳ    | 3  | 3 | 0 | 0 | 18 | 0  | +18 | 9 |
| Panama    | 3  | 2 | 0 | 1 | 5  | 8  | −3  | 6 |
| Guatemala | 3  | 1 | 0 | 2 | 6  | 11 | −5  | 3 |
| Cuba      | 3  | 0 | 0 | 3 | 3  | 13 | −10 | 0 |

| Hoa Kỳ                                                       | 6–0      | Guatemala |
| ------------------------------------------------------------ | -------- | --------- |
| Horan 12, 47, 74' · Johnston 29' · Stengel 54' · Roccaro 60' | Chi tiết |           |

| Panama              | 2–1      | Cuba       |
| ------------------- | -------- | ---------- |
| Evans 16' · Cox 54' | Chi tiết | Pelaez 27' |

| Cuba | 0–6      | Hoa Kỳ                                                          |
| ---- | -------- | --------------------------------------------------------------- |
|      | Chi tiết | Stengel 4', 37' · Hayes 25', 29' · DiBernardo 53' · Ubogagu 84' |

| Panama                                | 3–1      | Guatemala      |
| ------------------------------------- | -------- | -------------- |
| Mills 39' · Zorrilla 48' · Jordan 82' | Chi tiết | Monterroso 40' |

| Guatemala                                                                        | 5–2      | Cuba                   |
| -------------------------------------------------------------------------------- | -------- | ---------------------- |
| Monterroso 27' · Argueta 31' · Pérez 32' · López 67' (ph.đ.) · Bayeux 68' (l.n.) | Chi tiết | Perez 53' · Pelaez 80' |

| Panama | 0–6      | Hoa Kỳ                                                                   |
| ------ | -------- | ------------------------------------------------------------------------ |
|        | Chi tiết | Capelle 29' · DiBernardo 44' · Johnston 53' · Hayes 59', 78' · Mewis 69' |

## Vòng đấu loại trực tiếp
|  | Bán kết                       | Bán kết |                               |   | Chung kết | Chung kết |
|  |                               |         |                               |   |           |           |
|  | 9 tháng 3 – Thành phố Panama  |         |                               |   |           |           |
|  |                               |         |                               |   |           |           |
|  | Hoa Kỳ                        | 4       |                               |   |           |           |
|  | Hoa Kỳ                        | 4       | 11 tháng 3 – Thành phố Panama |   |           |           |
|  | México                        | 0       |                               |   |           |           |
|  | México                        | 0       | Hoa Kỳ                        | 2 |           |           |
|  | 9 tháng 3 – Thành phố Panama  |         | Hoa Kỳ                        | 2 |           |           |
|  |                               | Canada  | 1                             |   |           |           |
|  | Canada                        | Canada  | 1                             | 6 |           |           |
|  | Canada                        |         |                               | 6 |           |           |
|  | Panama                        | 0       |                               |   |           |           |
|  | Panama                        | 0       | Tranh hạng ba                 |   |           |           |
|  |                               |         |                               |   |           |           |
|  | 11 tháng 3 – Thành phố Panama |         |                               |   |           |           |
|  |                               |         |                               |   |           |           |
|  | México                        | 5       |                               |   |           |           |
|  | México                        | 5       |                               |   |           |           |
|  | Panama                        | 0       |                               |   |           |           |

### Bán kết
| Hoa Kỳ                                          | 4–0      | México |
| ----------------------------------------------- | -------- | ------ |
| Johnston 11' · Brian 37' · Horan 38' · Ohai 81' | Chi tiết |        |

| Canada                                                                        | 6–0      | Panama |
| ----------------------------------------------------------------------------- | -------- | ------ |
| Ezurike 25' · Richardson 47' · Oduro 49', 84' · Pietrangelo 69' · Sawicki 88' | Chi tiết |        |

### Tranh hạng ba
| México                                                           | 5–0      | Panama |
| ---------------------------------------------------------------- | -------- | ------ |
| Franco 18', 47' · Gómez-Junco 25', 90+1' (ph.đ.) · Samarzich 44' | Chi tiết |        |

### Chung kết
| Hoa Kỳ                  | 2–1      | Canada        |
| ----------------------- | -------- | ------------- |
| Hayes 79' · Ubogagu 88' | Chi tiết | Richardson 5' |